# Вампиры в ночи
Вампиры в ночи (Les Vampyres) — американский порнофильм о вампирах 2000 года режиссёра Джеймса Авалона с эстетикой фильма ужасов.

## В ролях
- Джуэл Вальмонт — Дженни
- Сайрен — Вероника
- Саманта Стерлинг — вампир-проститутка
- Уэнди Найт — Виктория
- Джоэл Лоуренс — Клинт
- Джек Хаммер — сыщик
- Тори Уэллс — мать Дженни
- Рон Джереми — отец Дженни
- Ник Орлеан — Клерк

## Сюжет
История о молодой паре, которую играют Ава Винсент и Джоэл Лоуренс. Джоэл празднует устройство на новую работу.
Джоэл и Ава решают уехать на выходные и поселиться в отеле типа «постель и завтрак». Единственные постояльцы кроме них — три подозрительных женщины во главе с Сиреной. Сайрен привлекает Ава.
Три женщины заставляют Джоэла заниматься сексом на кладбище, пока Аву мучают кошмарные сны. Ава бродит по дому и обнаруживает комнату и обнаруживает комнату с человеческими скелетами. Она беспокоится за Джоэла.
Джоэл пригвожден к кресту в холле отеля людьми с закрытыми лицами. Одна из женщин-вампиров во время орального секса откусывает ему член. Ава находит свечи и зажигает огонь. Сайрен сгорает в нём и возрождается в виде белого ангела. Она дает Джоэлу новый пенис и устраивает вместе с ним большую оргию. Власть демонов повержена, предводительница вампиров Сайрен теперь стала вампиром спермы, вместо крови она пьет только мужское семя.

## Награды[2]
- 2001: AVN Awards: лучший режиссёр фильма (Джеймс Авалон)
- 2001: AVN Awards: лучшая лесбийская сцена (Ава Винсент и Сайрен)
- 2001: AVN Awards: лучшая сцена группового секса — фильм (Уэнди Найт, Вайолет Лав и Брэндон Айрон)
- 2000: XRCO Award: лучшая лесбийская сцена (Ава Винсент и Сайрен)
- 2000: XRCO Award: лучший фильм[3]

## Интересные факты
- В 2002 году режиссёр снял вторую часть — Les Vampyres 2: The Resurrection.
- В фильме есть отсылки к «Дочерям тьмы» Гарри Кюмеля.
- В качестве названия было взято название Les Vampires французского немого фильма Луи Фейада 1915 года.